# Cruz de Gero
A Cruz de Gero, também conhecida como Crucifixo de Gero, é possivelmente a mais antiga representação de Jesus crucificado produzida ao norte dos Alpes. É uma obra otoniana, datada de c. 965–970, e está em exposição na Catedral de Colônia, na Alemanha, desde sua criação, sendo muito venerada e objeto de peregrinações.
Foi encomendada por Gero, arcebispo de Colônia, sendo esculpida em madeira de carvalho, pintada e parcialmente dourada. Este acabamento não é, contudo, original, tendo sido renovado em épocas posteriores. A imagem e a cruz são originais, mas a glória que as circunda data de 1683. A imagem possui 187 cm de altura e 165 cm de largura nos braços abertos.
Parece ser o mais antigo exemplar de um crucifixo produzido no norte da Europa, e é o mais antigo crucifixo do ocidente com a imagem de Jesus morto — antes Jesus era representado ainda vivo, com os olhos abertos. A cabeça pendente e o corpo sinuoso também não são encontrados na arte anterior e se tornariam modelo para a iconografia do gênero ao longo de séculos.
A cruz está em uma capela própria perto da sacristia da Catedral de Colônia. A "Crônica" de Dietmar de Merseburgo, escrita entre 1012 e 1018, afirma que ela era originalmente exibida acima do túmulo de Gero, embora não se saiba ao certo a localização original do túmulo. Possivelmente estava na nave central, perto do arco do cruzeiro, ou perto do altar-mor. Em 1976 sua datação foi confirmada após longa polêmica através da técnica da dendrocronologia.